# Synagoga w Skwierzynie
Synagoga w Skwierzynie – synagoga zbudowana w 1841 roku przy ówczesnej ulicy Pfarrstraße, dzisiejszej ulicy Władysława Jagiełły. Swoją funkcję pełniła do czasów II wojny światowej, kiedy to podczas tzw. nocy kryształowej została zdewastowana przez hitlerowców. Spłonęła doszczętnie w 1945 roku.

## Historia
Synagogę tę otwarto 1 stycznia 1841 roku. Poprzednia świątynia, pochodząca z XVIII wieku, znajdująca się przy dawnej ulicy Krumme Straße (dzisiejszej ulicy Powstańców Wielkopolskich), spłonęła w jednym z licznych pożarów miasta.
W miejscu, w którym do 1945 roku stała synagoga wybudowano blok mieszkalny z restauracją znajdującą się na jego parterze. W 2019 r. na ścianie tego budynku umieszczono tablicę pamiątkową.